# بای مالاسی
بای مالاسی (به لاتین: Bay Malasi) یک منطقهٔ مسکونی در افغانستان است که در ولسوالی ارگو واقع شده‌است.